# Manuel Álvares
Manuel Álvares SJ (Ribeira Brava, 1526. ‒ Évora, 30. prosinca 1583.), portugalski katolički svećenik, isusovac, gramatičar.

## Životopis
Rođen je na otoku Madeira 1526. neznanoga datuma. Družbi Isusovoj pristupio je 1546. godine. S velikim je uspjehom podučavao klasične jezike. Obavljao je službu rektora u kolegijima u Coimbri i Évori.

## Djelovanje
Objavio je gramatiku latinskoga jezika 1572. godine naslovljenu De Institutione Grammaticae Libri Tres ("O osnovama gramatike u tri knjige"). Ta je gramatika 1599. u Ratio Studiorum proglašena standardnim školskim priručnikom u isusovačkim školama. Do danas je, bilo u izvornom, prevedenom ili prerađenom izdanju, objavljena u nekoliko stotina izdanja, u svim dijelovima svijeta, od Europe do Japana.

## Prijevodi i prilagodbe Álvaresove gramatike na hrvatski jezik
- 1712. Prima Grammaticae institutio pro Tyronibus Illyricis accommodata a patre f. Thoma Babych. Venetiis: Per Bartolo Occhi. Preradba franjevca Tome Babića, prvo izdanje.
- 1713. Grammatica latino-illyrica ex Emmanuelis aliorumque approbatorum grammaticorum libris, juventuti Illyricae studiose accommodata a patre f. Laurentio de Gliubuschi. Venetiis: Typis Antonii Bortoli. Preradba franjevca Lovre Šitovića, prvo izdanje.
- 1742. Grammatica latino-illyrica ex Emmanuelis aliorumque approbatorum grammaticorum libris, juventuti Illyricae studiose accommodata a patre f. Laurentio de Gliubuschi. Venetiis: Apud Bartholomeum Occhium. Preradba franjevca Lovre Šitovića.
- 1745. Prima Grammaticae institutio pro Tyronibus Illyricis accommodata a patre f. Thoma Babych. Venetiis: Apud Josephum Corona. Preradba franjevca Tome Babića.
- 1781. Grammatica latino-illyrica ex Emmanuelis aliorumque approbatorum grammaticorum libris, juventuti Illyricae studiose accommodata a patre f. Laurentio de Gliubuschi. Venetiis: typis Petri Marcutii. Preradba franjevca Lovre Šitovića.